# 吉沢正五
吉沢 正五（よしざわ しょうご、1922年（大正11年）6月24日 - 没年不明）は日本の政治家。白根市（現・新潟市）長（6期）。土地家屋調査士。

## 経歴
新潟県出身。1942年東京農業大学農業土木技術員養成所卒。翌年兵役に就いた。戦後は新潟県中蒲原郡庄瀬村（のち白根市、現・新潟市）農地委員会、長岡市農林課、新潟県農業会議などに勤務する。1961年白根市長に当選。市長在職中は上下水道や都市ガスの整備、保育や教育施設の充実、農村総合整備モデル事業や大圃馬整備事業を推進した。市長を1985年までの6期24年務めた。

## 栄典
- 1992年 - 勲四等旭日小綬章